# フェルディナント・ブラウン

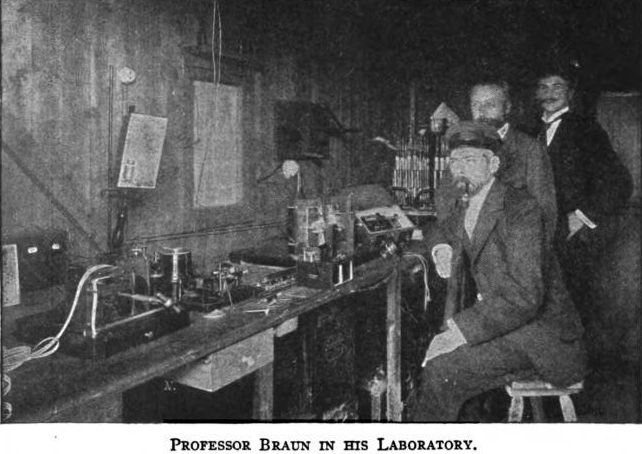
1900年9月24日、無線実験局にて

カール・フェルディナント・ブラウン（Karl Ferdinand Braun、1850年6月6日‐1918年4月20日）は、ドイツの物理学者、発明家。電位計やオシログラフ、そしてブラウン管の発明など電磁気学および無線通信の分野に多大な業績を残した。1909年には、ノーベル物理学賞をグリエルモ・マルコーニと共に受賞している。

## 生涯
ドイツ中部（現ヘッセン州）のフルダで生まれる。マールブルク大学で学び、ベルリン大学で1872年に博士号を取得。ブラウンの最初の研究は弦や弾性体の振動に関するものであった。そのほか、熱力学に関する研究もしたことがあった。1895年、ストラスブール大学の物理学教授となり、同大学の物理学研究所所長を務めた。
第一次世界大戦が始まると、ブラウンはアメリカが参戦する前にアメリカ合衆国に行った。ニューヨーク州セイビルにドイツが作った無線局をイギリスの支配下にあるマルコーニ社の手から守る支援を行うためである。アメリカが参戦するとブラウンは帰国できなくなり、ニューヨークのブルックリン区内のみを自由に動けるという立場に置かれた。ブラウンは1918年、戦争が終結する前にブルックリンで亡くなった。

## 業績

### ブラウン管の発明
彼の最大の業績は電気工学に関するものである。1874年、半導体（硫化金属）に金属針を接触させて交流を整流する作用を発見したが、この効果は1835年に既にピエテル・サミュエル・ムンクがAnnalen der Physik und Chemieに記述しており、アーサー・シュスターは電線の表面の酸化銅の被膜に整流作用があることを発見していた。
オームの法則によって得られる「抵抗」が非線形である場合についての論文をはじめ、電位計などを発明した。
1897年、最初のブラウン管（陰極線管）とそれを使ったオシロスコープを製作。約100年後の2000年代になって液晶ディスプレイ、発光ダイオード、プラズマディスプレイといったディスプレイ装置が徐々に取って代わるようになるまで、ブラウン管はテレビやコンピュータの映像装置として、そして20世紀の近代文明を象徴する文明器具として世界中の人々に愛され続けた。
無線通信黎明期のこの時期、ブラウンも無線電信の研究に専念するようになった。1898年ごろ、鉱石検波器（ダイオード）を発明。グリエルモ・マルコーニはそのブラウンのイギリスでの特許も使用し、後でブラウンの事後承諾を得ている。ブラウン自身は高周波電流によって水中でモールス信号を送る実験や、電波に指向性を持たせての発信・受信実験を行った。

## 栄誉
1909年にはマルコーニと共に「無線電信の開発に寄与した功績を認めて」ノーベル物理学賞を受賞した。

## 特許
- U.S. Patent 0,750,429, Wireless Electric Transmission of Signals Over Surfaces
- U.S. Patent 0,763,345, Means for Tuning and Adjusting Electric Circuits